# Biarmosúquids
Els biarmosúquids (Biarmosuchidae) són una família extinta de sinàpsids biarmosucs que visqueren en allò que avui en dia és Euràsia durant el Permià, fa entre 264,3 i 279,5 milions d'anys. Se n'han trobat restes fòssils a Rússia. Eren els teràpsids més primitius i és possible que fossin els predecessors evolutius dels gorgonops. Biarmosuchus feia uns 2 m de llargada. L'anatomia del crani fa pensar que podien mossegar amb més força que sinàpsids anteriors com el dimetrodont. Hi ha autors que posen en dubte la validesa d'aquest tàxon.